# São João do Sabugi
São João do Sabugi este un oraș în Rio Grande do Norte (RN), Brazilia.